# Ewald Hitz
Ewald Hitz (* 7. Dezember 1891 in Warsow, Kreis Randow; † nach 1937) war ein deutscher Politiker (DNVP).

## Leben
Ewald Hitz wurde als Sohn eines Landwirtes geboren. Er besuchte von 1898 bis 1905 die Volksschule und von 1905 bis 1909 die Fortbildungsschule in Warsow bei Stettin. Anschließend arbeitete er in der väterlichen Landwirtschaft und in der Industrie. Von 1914 bis 1918 nahm er als Soldat am Ersten Weltkrieg teil. Während des Krieges wurde er 1914 bei der Ersten Aisneschlacht und den Kämpfen um Ypern eingesetzt. Nach seiner Verlegung an die Ostfront war er ab 1915 an der Offensive gegen Russland und an den Stellungskämpfen am Pripjat beteiligt. Er wurde mit dem Eisernen Kreuz II. Klasse ausgezeichnet und schied als Vizefeldwebel aus der Preußischen Armee aus.
Nach seiner Rückkehr betätigte sich Hitz erneut in der väterlichen Landwirtschaft. Von 1921 bis 1932 war er in Greifswald Arbeitersekretär und Bezirksleiter für Westpommern der Arbeitnehmergruppe des Pommerschen Landbundes. Der Bezirk Westpommern war Teil des Bezirksvereins Pommern des Reichslandarbeiterbundes. 1932 übernahm er die Arbeitnehmergruppe des Märkischen Landbundes.
1927 ersuchte er das erste Mal um die Aufnahme in die NSDAP. Hitz wurde im Mai 1928 für die Deutschnationale Volkspartei (DNVP) in den Preußischen Landtag gewählt, dem er bis 1932 angehörte. Im Parlament vertrat er den Wahlkreis 6 (Pommern). Am 12. August 1937 beantragte er die Aufnahme in die NSDAP und wurde rückwirkend zum 1. Mai desselben Jahres aufgenommen (Mitgliedsnummer 4.361.170).